# Markus Rost
Markus Rost (Nurembergue, 22 de março de 1958) é um matemático alemão, que trabalha na interseção da topologia e álgebra abstrata. Foi palestrante convidado do Congresso Internacional de Matemáticos em Pequim (2002). É professor da Universidade de Bielefeld.
Em 2012 foi eleito fellow da American Mathematical Society.